# Thabiso Moqhali
Thabiso Paul Moqhali  (ur. 7 grudnia 1967) – lesotyjski lekkoatleta, długodystansowiec, dwukrotny olimpijczyk.
Zawodnik dwukrotnie reprezentował swój kraj na igrzyskach olimpijskich, w 1992 w Barcelonie zajął, z czasem 2:19:28, 33. miejsce w maratonie mężczyzn, w 2000 w Sydney był 16. z czasem 2:16:43. 
W 1998 zdobył złoty medal w biegu maratońskim na Igrzyskach Wspólnoty Narodów.

## Rekordy życiowe
| Dystans               | Wynik (s) | Miejsce  | Data              | Uwagi          |
| --------------------- | --------- | -------- | ----------------- | -------------- |
| bieg na 1500 metrów   | 3:52.31   | Edynburg | 1 sierpnia 1986   |                |
| bieg na 5000 metrów   | 14:39.68  | Rzym     | 4 września 1987   |                |
| bieg na 20 kilometrów | 1:20:57   | Ateny    | 20 lipca 1986     |                |
| półmaraton            | 1:09:46   | Veracruz | 12 listopada 2000 |                |
| bieg maratoński       | 2:10:55   | Londyn   | 12 kwietnia 1992  | rekord Lesotho |